# Kirov, Kirov oblast
Kirov (ryska: Ки́ров) är en stad i den europeiska delen av Ryssland, och är administrativ huvudort för Kirov oblast. Folkmängden uppgår till cirka en halv miljon invånare.
Kirov har anor från 1300-talet och har gått under olika namn, bland annat Vjatka. 1796-1929 var Vjatka huvudort i guvernementet Vjatka. 1934 fick staden namnet Kirov för att hylla den då nyligen mördade politikern Sergej Kirov.

## Administrativt område

### Stadsdistrikt
Kirov är indelad i fyra stadsdistrikt. 
| Stadsdistrikt | Invånarantal 9 oktober 2002 | Invånarantal 14 oktober 2010 | Invånarantal 1 januari 2015 |
| ------------- | --------------------------- | ---------------------------- | --------------------------- |
| Leninskij     | 194 047                     | 205 313                      | 214 513                     |
| Novovjatskij  | 36 108                      | 46 871                       | 48 896                      |
| Oktiabrskij   | 151 210                     | 146 370                      | 151 692                     |
| Pervomajskij  | 76 213                      | 75 141                       | 78 235                      |
| TOTALT        | 457 578                     | 473 695                      | 493 336                     |

Uppgifterna för 2002 exkluderar områden som ingår 2010. Se kommentar efter tabellen nedan.

### Stadens administrativa område
Kirov administrerar även områden utanför själva centralorten. 
| Ort/Område      | Invånarantal 9 oktober 2002 | Invånarantal 14 oktober 2010 | Invånarantal 1 januari 2015 |
| --------------- | --------------------------- | ---------------------------- | --------------------------- |
| Kirov           | 457 578                     | 473 695                      | 493 336                     |
| Ljangasovo      | 13 021                      | Ingen uppgift                | Ingen uppgift               |
| Paduzjnyj       | 9 812                       | Ingen uppgift                | Ingen uppgift               |
| Landsbygd       | 22 632                      | Se nedan                     | 25 689                      |
| Kostino         | Ingen uppgift               | 3 831                        | Ingen uppgift               |
| Övrig landsbygd | Ingen uppgift               | 20 855                       | Ingen uppgift               |
| TOTALT          | 503 043                     | 498 381                      | 519 025                     |

Ljangasovo och Paduzjnyj har numera slagits ihop med centrala Kirov.